# Pizzo Lucendro
Pizzo Lucendro är en bergstopp i Schweiz.   Den ligger i distriktet Leventina och kantonen Ticino, i den centrala delen av landet, 90 km sydost om huvudstaden Bern. Toppen på Pizzo Lucendro är 2 963 meter över havet, eller 350 meter över den omgivande terrängen. Bredden vid basen är 3,5 km.
Terrängen runt Pizzo Lucendro är huvudsakligen bergig. Runt Pizzo Lucendro är det mycket glesbefolkat, med 3 invånare per kvadratkilometer.. Närmaste större samhälle är Airolo, 6,9 km öster om Pizzo Lucendro. 
Trakten runt Pizzo Lucendro består i huvudsak av gräsmarker.